# Amenherjepeshef (hijo de Ramsés II)
Amenherjepeshef  (1289 a. C. o 1288 a. C., Memphis-1258 a. C./1254 a. C. o 1226 a. C.) fue el hijo mayor del Faraón Ramsés II y de su Gran Esposa Real Nefertari.
Se conoce muy poco sobre este príncipe: se sabe que recibió una educación de corte militar y tomó parte en las campañas de su padre desde muy joven. Por lo tanto, es posible encontrarlo con títulos altisonantes en la batalla de Qadesh (1274 a. C.), y encargado de dirigir una expedición al Néguev.

## Nombre
Nació cuando su padre era aún príncipe heredero. Fue originalmente llamado Amenherwenemef ("Amón está con su brazo derecho"). Cambió su nombre por el de Amenherjepeshef ("Amón está con su brazo fuerte") a inicios del reinado de su padre. Él parece haber cambiado su nombre una vez más a Setherkhepeshef alrededor del 20º año del reinado de Ramsés II. Setherjepeshef se pensaba antes que era otro hijo de Ramsés II.

## Biografía
Amenherjepeshef fue el príncipe heredero de Egipto durante los primeros 15 años del reinado de Ramsés II, pero finalmente murió antes que su padre en el año 15 del reinado de este. Ramsés B, sucedió a Amenherjepeshef como Príncipe de la Corona durante otros 25 años. Merenptah, el decimotercer hijo de Ramsés II, más tarde asumiría el trono en el año 67 de Ramsés II. 

Amenherjepeshef, como heredero al trono, ostentó varios títulos. Algunos de ellos eran únicos, tales como "comandante de las tropas", "confidente eficaz" y "el hijo mayor del rey de su cuerpo". Algunos de sus títulos fueron compartidos con otros príncipes prominentes como "Portador del Abanico a la derecha del Rey" y "Escriba Real". Sus títulos indican que ocupó un alto cargo en el ejército, y de acuerdo con algunas representaciones, él y su medio-hermano Jaemuaset, luchó en la batalla de Qadesh y las campañas en Nubia (o al menos acompañó a su padre a estas batallas). Él aparece en una pared en el templo de Beit el-Wali. Amonherjepeshef participó en un intercambio de correspondencia diplomática con los hititas después del tratado de paz entre ellos y Ramsés II.
| M17 | Y5 · N35 | D2 · Z1 · F23 | A51 |

| M17 | Y5 · N35 | D2 · Z1 · F23 | A51 |

Estatuas y representaciones de Amenherjepeshef aparecen en el famoso templo de su padre en Abu Simbel, Luxor, en el Ramesseum, y en el templo de Seti I en Abidos.

## Muerte
Amenherjepeshef murió alrededor del año 15 del reinado de su padre. Se sabe que tuvo una esposa llamada Nefertari, que podría ser una de las hijas de Ramsés y Nefertari; y también un hijo llamado Seti. El próximo príncipe heredero fue su medio hermano Ramsés, hijo mayor de la reina Isis-Nefert. Amenherjepeshef fue enterrado en la tumba KV5 del Valle de los Reyes, una gran tumba construida para los hijos de Ramsés II. Su internamiento fue probablemente inspeccionado en el año 53.º del reinado de Ramsés II.
Según la Biblia, en teoría debería haber muerto por las plagas de Egipto (Véase Ramses II como faraón del Éxodo)
Si el esqueleto descubierto por el doctor Kent R. Weeks en la KV5 es de él, entonces pudo haber tenido poco más de cuarenta años cuando murió. Fue encontrado junto con los huesos de otros tres hombres en el pozo de una cámara cercana a la entrada, así como los vasos canopes con su nombre. El cráneo muestra una fractura redondeada que indica que murió probablemente en batalla, por el impacto de una maza de guerra o una pedrada. La reconstrucción digital del rostro revela un gran parecido con los de Ramsés I, Seti I y Ramsés II.